# Evander (plaats)
Evander is een plaats in het district Gert Sibande van de provincie Mpumalanga in Zuid-Afrika op circa 120 kilometer ten oosten van Johannesburg. 
Evander is in 1955 gesticht. De naam is afkomstig van Evelyn Anderson, de echtgenote van een plaatselijke directeur van een mijnbouwmaatschappij. Het Evanderbekken, een kleine geologische formatie buiten Witwatersrand, is weer op de naam van het dorp gebaseerd.
In Evander is mijnbouw nog steeds belangrijk; goud en de bijproducten zilver en osmiridium (een legering van osmium en iridium) worden hier gedolven.